# Boneca de massa
As bonecas de massa, ou figuras de maçapão, são figuras comestíveis amarelas, enfeitadas com papel de seda encarnado e azul, que são uma tradição centenária do arquipélago da Madeira, em Portugal. O costume é encontrarem-se nos arraiais e romarias, sendo utilizadas mais como enfeite do que como alimento.
As bonecas podem apresentar feitios e dimensões diferentes. As formas comuns são o casal, com uma imagem feminina e outra masculina, símbolo de fertilidade e fecundidade, o galo, que simboliza a vigilância e o trabalho e relaciona-se com cultos ancestrais de proteção na doença, as pulseiras ou argolas, símbolos do eterno retorno e da eternidade, e os cestinhos encanastrados.

As figuras humanas são acompanhadas por pequenos pormenores de pássaros, nas mãos, nos braços ou na roda da saia das figuras, que, segundo consta, são pombas que simbolizam a paz, o Espírito Santo ou a família.

Brasão de armas da freguesia do Caniço, município de Santa Cruz, em cujo escudo figuram as bonecas de massa típicas da zona

## Confeção
A massa é confecionada utilizando farinha, água, fermento, corante de ovo ou de tangerina e um pouco de sal fino, sendo, depois de cozida por cerca de 20 minutos, ornamentada com o característico papel de seda vermelho e azul, e sementes de bananeira ou cebolinho que servem para fazer de olhos. Os bonecos podem ser considerados “ricos” ou “pobres” de acordo com a quantidade de pormenores de massa com que são enfeitados.